# Castel del Monte (kasteel)

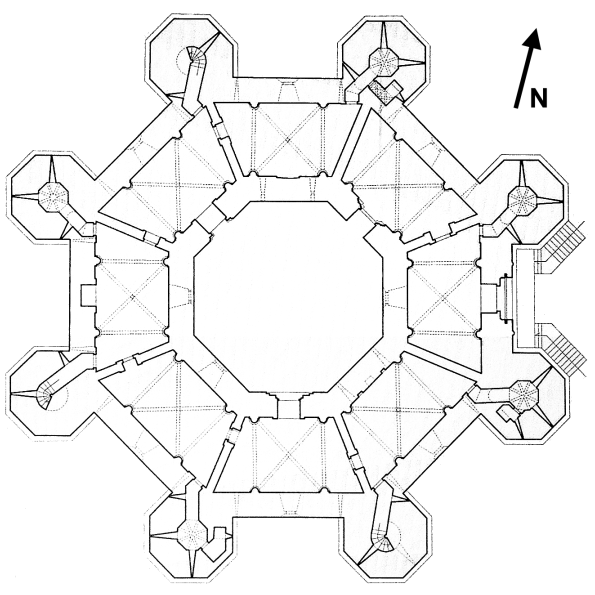
Plattegrond

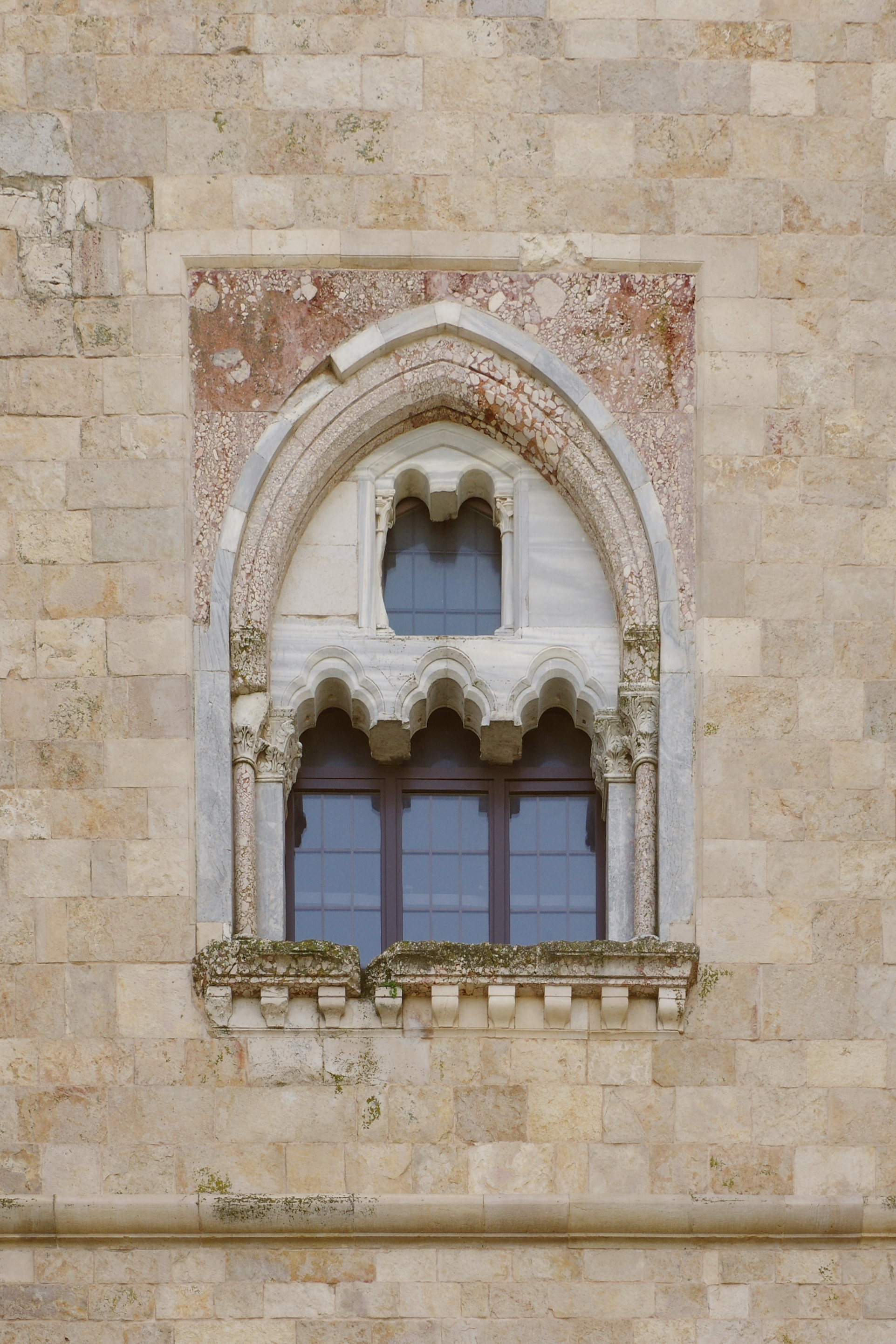
Het 'Andria-venster'

Het Castel del Monte staat in de Italiaanse gemeente Andria, provincie Barletta-Andria-Trani, regio Apulië.
Tientallen kastelen in Apulië en Basilicata, het centrum van zijn heerschappij over het koninkrijk Sicilië, vormen een tastbare herinnering aan keizer Frederik II. Het kasteel is in 1996 op de werelderfgoedlijst geplaatst.

## Geschiedenis
Het kasteel werd rond 1240 gebouwd in opdracht van keizer Frederik II. In een brief uit 29 januari 1240 gaf de keizer van het Heilige Roomse Rijk opdracht tot voorbereidende werkzaamheden. Andere achthoekige gebouwen die hij kende, waren de Paltskapel in Aken, de Rotskoepel in Jeruzalem, de Paltskapel van kasteel Hagenau en de San Vitale in Ravenna. Frederik bouwde ook de achthoekige 'Torre di Federico' in Enna (Sicilië).
Mogelijk is Castel del Monte gebouwd op de fundamenten van een eerder fort of mausoleum. Het werd vernoemd naar het dichtbijgelegen klooster met dezelfde naam.
In de loop van de eeuwen werd het kasteel als residentie, gevangenis, schuilplaats tegen de pest, en als rovershol gebruikt.
Van 1268 tot 1299 werden twaalfduizend dagen Frederiks kleinkinderen Federico (1259-1312), Enrico (1254-1318) en Enzio (1261-1301), de zonen van Manfred, in Castel del Monte gevangen gehouden door Karel van Anjou. Ze waren 'als beesten met kettingen vastgeklonken aan de muren', de ogen uitgebrand en gecastreerd.
In 1876 werd het kasteel voor een verwaarloosbaar bedrag eigendom van de Italiaanse staat. Het was vervallen en de meeste beelden en ornamenten waren al lang weggeroofd. Het werd gerestaureerd en kreeg de status van nationaal monument.
Sinds 1996 staat dit kasteel op de Werelderfgoedlijst.

## Bouwwerk
Het kasteel is op een hoge, kegelvormige heuvel (540 meter) gelegen. Het vertoont een opvallende gelijkenis met de heuvel bij Göppingen (bij Stuttgart), waarop zijn overgrootvader in 1085 de stamburcht Hohenstaufen bouwde.
Op de plattegrond is te zien dat alles aan het kasteel achthoekig is. Het kasteel vormt een volmaakte achthoek, octogoon. Rond de achthoekige binnenplaats liggen acht identieke zalen waarvan de muren en plafonds met marmer bekleed zijn. De muren zijn acht voet dik en tachtig voet hoog. Er zijn twee verdiepingen, dat maakt in totaal zestien zalen. Aan de buitenzijde staat aan elke hoek een uitstekende, achthoekige, wacht- of gevechtstoren. Drie van de acht torens hebben wenteltrappen. Zij draaien 'verkeerd om'. De acht bovenzalen hebben wel een doorgaande verbinding. De zalen hebben tweebogige vensters en een vensterbank. De zaal, die precies op het noorden ligt heeft een venster met drie bogen, het 'Andria'-raam'. De achtste zaal, exact op het oosten, boven het hoofdportaal, wordt de 'troonzaal' genoemd. De zaal heeft als enige een venster naar buiten en naar het binnenhof. De zaal wordt met Frederik zelf geïdentificeerd. De overige kunnen dienstdoen als zetel voor zeven keurvorsten, wetenschap, inauguratie, brilliant rituele reiniging of ceremonieën.
Een keurvorst (Latijn: princeps elector imperii of elector; Duits: Kurfürst) was een van de aanvankelijk zeven, later negen en ten slotte tien hoogste vorsten in rang van het Heilige Roomse Rijk, die sinds de 13e eeuw het alleenrecht op de verkiezing van de Rooms-Duitse koning bezaten. Met deze koningstitel was traditioneel ook de aanspraak op de kroning tot Rooms-Duits keizer door de paus verbonden.
Op het achthoekige binnenhof heeft mogelijk een achthoekige fontein gestaan.
Het is duidelijk dat de allerbeste vaklieden hier aan het werk zijn geweest. Mogelijk speelden cisterciënzers, de bouwheren van de gotiek, een belangrijke rol bij de bouw, want zij waren in de westerse wereld de enigen die de architectonische kennis hadden voor een dergelijk bouwwerk. De bouwkundige kennis werd traditioneel mondeling overgeleverd. Dat zou verklaren waarom er geen documenten over dit project bestaan. Mogelijk had het ontwerp, door de geometrische kennis en strikte symmetrie, een islamitische inspiratiebron.
In de maatverhoudingen komt het 'Gouden Getal' (1,618) zo vaak terug, dat het hoofdportaal als een eerbewijs aan de 'Gulden snede' wordt gezien.
Het bouwwerk functioneert als een zonnewijzer. Ieder uur vult het zonlicht een van de acht zalen. Uit moderne meettechnieken is gebleken dat Castel del Monte een 'nauwkeurige astronomische kalender' is. Ieder aspect van de bouw is met de 'grootst mogelijke zorgvuldigheid' gekozen, 'en met een diepere bedoeling'.
Castel del Monte is het best bewaard gebleven Stauferbouwwerk. Omdat men er weinig mee kon, werd het nooit verbouwd. Het geldt tegenwoordig als een van de mooiste kastelen van de middeleeuwen.

## Aankleding
Oorspronkelijk was Castel del Monte waarschijnlijk ingericht met tal van Griekse beelden, maar daar is vrijwel niets van bewaard gebleven. Marmer en kostbare mozaïeken zullen alle wanden en vloeren hebben getooid. Er is nog roodgekleurd natuursteen te zien op gedeelten van de wanden, de doorgangen tussen de zalen en op de deuren naar het binnenhof. Talrijke zuilen hebben een Korintisch kapiteel. In een portaal staat nog de ruwe vorm van een gebeeldhouwde torso, mogelijk een ruiter.

## Functie
De functie van het kasteel is een mysterie. Het is niet echt bruikbaar als vesting of woonkasteel. Er zijn geen keukens, voorraadkamers of kapel. Slechts vijf zalen hebben een schouw, maar er is geen voorziening voor houtopslag. Er is geen ridderzaal of ontvangstzaal. Er is geen slotgracht of greppel en ook de toegangspoort is niet goed te barricaderen. Mogelijk was het bedoeld als jachtslot, maar stallen en verblijven voor valkeniers ontbreken.
Mogelijk wenste Frederik een bouwkundig volmaakt monument te maken, als afspiegeling van de volmaaktheid van zijn bestuur. Eerder maakte hij de Wetten van Melfi om van het Koninkrijk Sicilië een 'modelstaat' te maken met een uitmuntend ambtenarenapparaat. De invloed van de Kerk zou door dat bestuur minder zijn.

## Symboliek
Acht is het getal van de hemel en symboliseert de eeuwigheid en de wederopstanding. De cirkel symboliseert de hemelse oneindigheid en het vierkant is het symbool van de aarde. In de achthoek versmelten vierkant en cirkel, het is de verbinding tussen het goddelijke en menselijke. Frederik was een bekwaam wiskundige en de getallenleer, getallensymboliek en kabbalistiek hadden voor hem geen geheimen. Hij had contacten met grote wiskundigen van zijn tijd, zoals Fibonacci.
Als beschermer van het Heilige Graf bouwde Frederik II (1194-1250), ook om zijn liefde uit te drukken voor zijn vroeg in kraambed gestorven 2e vrouw koningin Yolande van Jeruzalem (1212–1228), dochter van koning Jan van Jeruzalem van Brienne (Frankrijk), zijn kinderen Margaretha (1226–1227) en Koenraad IV (II) (1228-1254) en voor troonopvolging als Rooms-koning, koning van Jeruzalem en Sicilië en kleinzoon Conradin (1252-1268), onthoofd in Napels i.o.v. Anjou, dit buitengewoon imposante symbolische (jacht)slot, tombe, (vergader) zetel, kruisriddersburcht c.q. kasteel. 
Een mogelijke koepel, als dak, zou hebben geleid tot een complex aan trompen, uit de architectuur,  die de constructie voor een koepel dragelijk zouden kunnen maken.
Wel staat vast dat Frederik II in het jaar 1240 informeerde over de constructie. In een brief aan zijn officier in Capitanata, het enige document over het kasteel uit dat jaar, geeft de keizer opdracht voor de aanschaf van kalk, stenen en ander bouwmateriaal. 

## Galerij

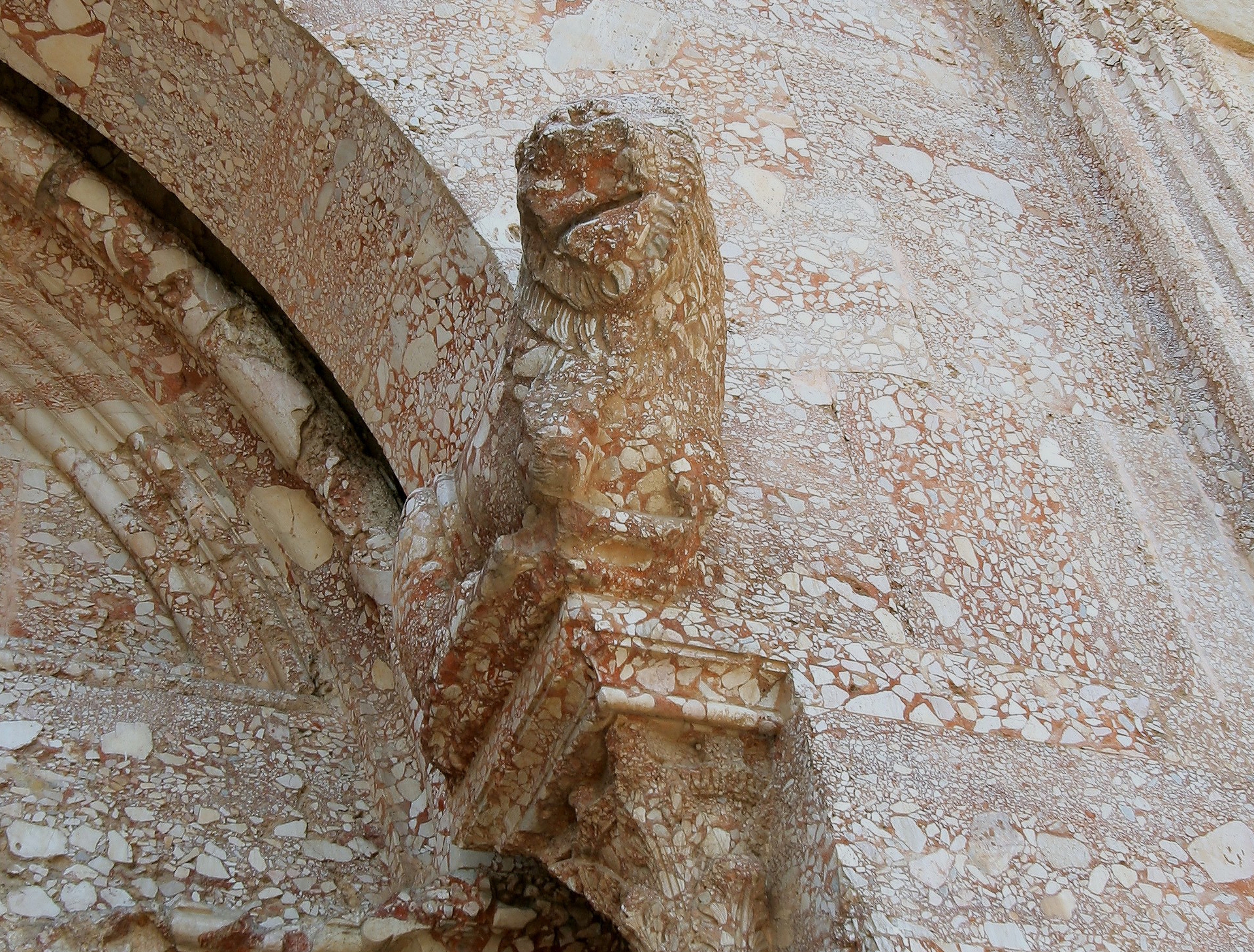
detail van de ingang van Castel del Monte, gesteente 'breccia rossa'
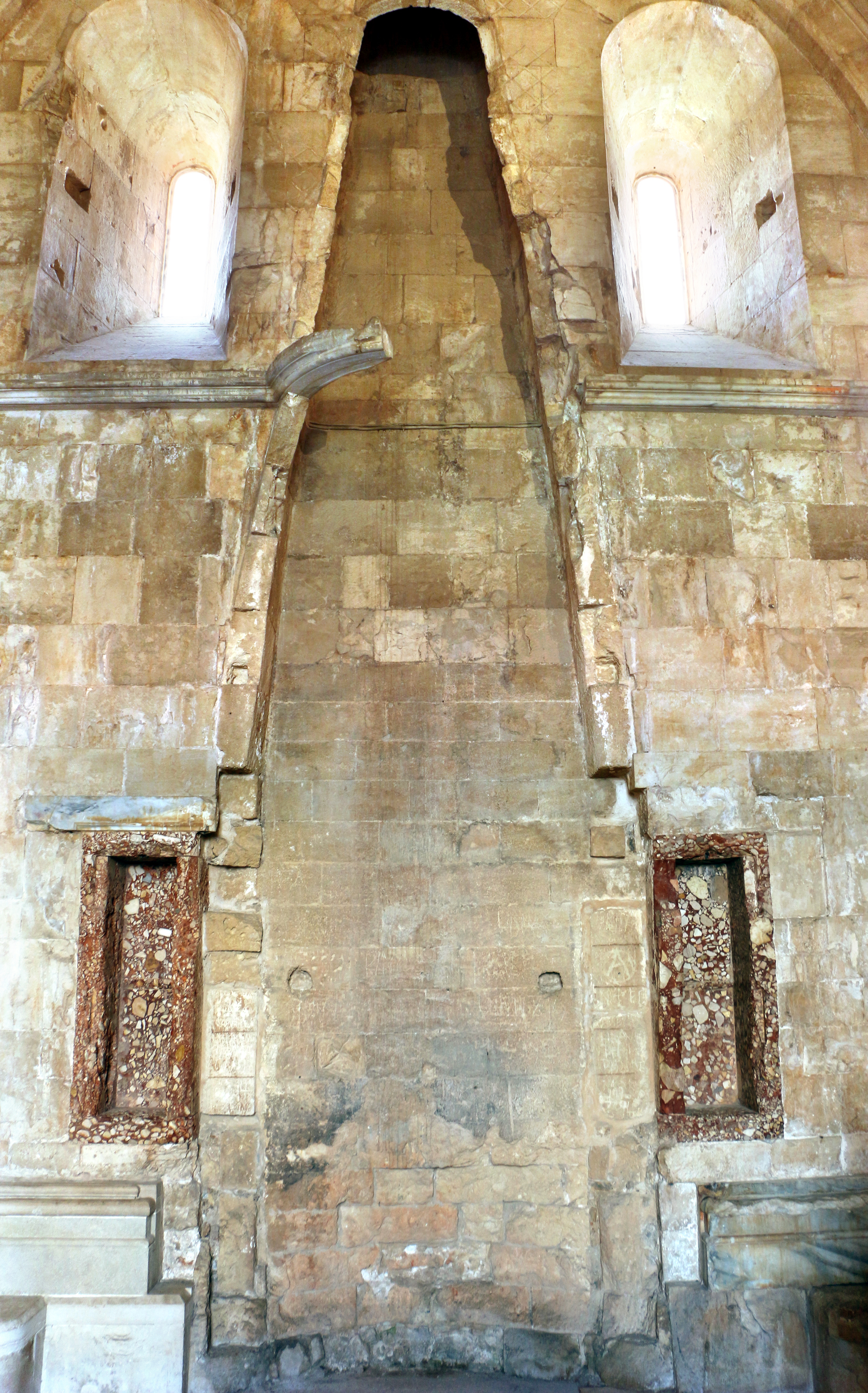
Overblijfselen van de stookplaats
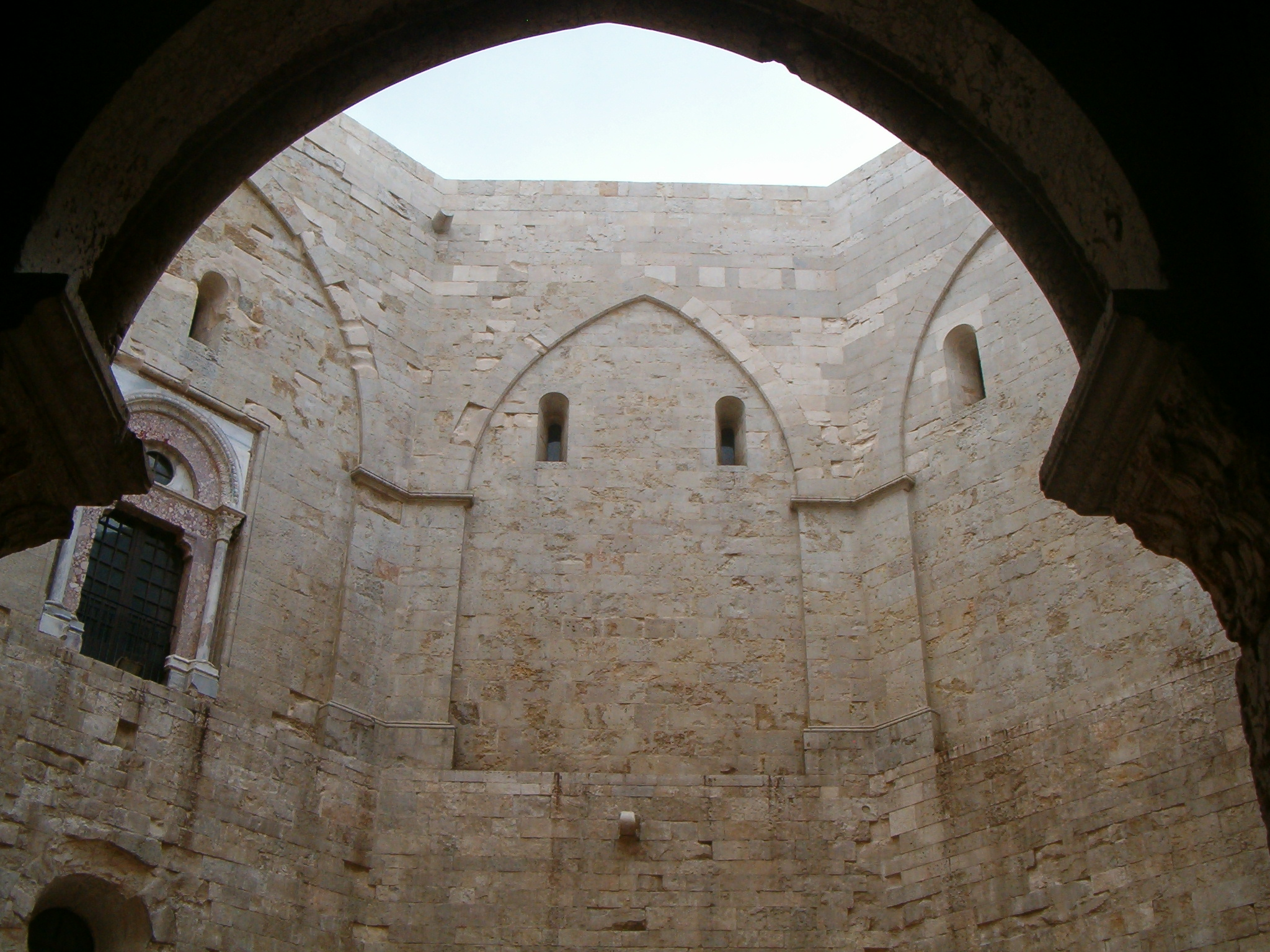
De achthoekige binnenplaats

## Trivia
- Het Castel del Monte staat op de Italiaanse 1 eurocent.
- Het zou de inspiratiebron zijn geweest voor het Aedificium in The Name of the Rose (1986).[1]
- Er werden opnamen gemaakt voor Il racconto dei racconti (The Tale of Tales) uit 2015.

- Bibsys: 90605971
- Bibliothèque nationale de France: cb122705803 (data)
- Gemeinsame Normdatei: 4009565-4
- Library of Congress Control Number: sh85020663
- MusicBrainz: dcf50f77-d649-49fe-b4cc-b04946f28fc5
- Nationale Bibliotheek van Israël: 987007294550105171
- Système universitaire de documentation: 031503594
- Virtual International Authority File: 235891630

Rotstekeningen van Valcamonica · Kerk en dominicanenklooster van Santa Maria delle Grazie met "Het Laatste Avondmaal" van Leonardo da Vinci · Historisch centrum van Rome, de bezittingen van de Heilige Stoel in die stad met speciale territoriale rechten en Sint-Paulus buiten de Muren · Historisch centrum van Florence · Venetië met zijn lagune · Domplein van Pisa · Historisch centrum van San Gimignano · Sassi en het park met de rotskerken van Matera · Vicenza en de Palladiaanse villa's in Veneto · Historisch centrum van Siena · Historisch centrum van Napels · Crespi d'Adda · Ferrara, stad van de renaissance in de Po-delta · Castel del Monte · Trulli van Alberobello · Vroeg-christelijke monumenten van Ravenna · Historisch centrum van Pienza · 18e-eeuws Koninklijk Paleis van Caserta met park, aquaduct van Vanvitelli en San Leuciocomplex · Residenties van het Koninklijk Huis van Savoye · Botanische tuin in Padua · Porto Venere, Cinque Terre en de eilanden Palmaria, Tino en Tinetto ·  Kathedraal, Torre Civica en Piazza Grande, Modena · Archeologisch Pompeï, Herculaneum en Torre Annunziata · Amalfitaanse kust · Archeologisch Agrigento · Villa Romana del Casale · Nuraghe Su Nuraxi bij Barumini · Nationaal park Cilento, Vallo di Diano e Alburni met archeologisch Paestum en Velia en Kartuizerklooster San Lorenzo · Historisch centrum van Urbino · Archeologische opgravingen en Patriarchale Basiliek van Aquileia · Villa Adriana, Tivoli · Eolische Eilanden · Assisi, Sint-Franciscusbasiliek en andere franciscaanse locaties · Verona · Villa d'Este, Tivoli · Laatbarokke steden in het Val di Noto (Zuidoost-Sicilië) · Heilige bergen · Monte San Giorgio · Etruskische begraafplaatsen van Cerveteri en Tarquinia · Val d'Orcia · Syracuse en de rotsnecropolis van Pantalica · Genua: Le Strade Nuove en het systeem van de Palazzi dei Rolli · Oude en voorhistorische beukenbossen van de Karpaten en andere regio's van Europa · Mantua en Sabbioneta · Rhätische Bahn in het Albula/Bernina-landschap · Dolomieten · Longobarden in Italië. Plaatsen van macht (568-774 na Christus) · Prehistorische paalwoningen in de Alpen · Etna · Villa's en tuinen van de Medici in Toscane · Wijngaardlandschap van Piëmont: Langhe-Roero en Monferrato · Arabisch-Normandisch Palermo en de kathedralen van Cefalù en Monreale · Venetiaanse verdedigingswerken van de 15e tot 17e eeuw: Stato da Terra - westelijke Stato da Mar · Ivrea, industriestad van de 20e eeuw · De prosecco-heuvels van Conegliano en Valdobbiadene · Historische kuuroorden van Europa (Montecatini Terme) · Padua's 14e-eeuwse frescocycli · De portieken van Bologna · Via Appia. Regina viarum